# Gymnasium Theodorianum
Das Gymnasium Theodorianum in Paderborn (im Mittelalter Paderborner Domschule, im 16./17. Jahrhundert Gymnasium Salentinianum) liegt mit seinem Gebäude zentral in der Innenstadt unweit des Paderborner Rathauses. In der Tradition der 799 gegründeten Domschule stehend, gehört es zu den zehn ältesten noch bestehenden Schulen im deutschen Sprachraum. Einheimische nennen das Gymnasium auch „das Theo“. Im Schuljahr 2018/19 besuchten etwa 723 Schüler das Gymnasium; unterrichtet wurden sie von 70 Lehrkräften. Schulleiterin ist seit dem Schuljahr 2017/18 Nicole Michaelis. Sie folgte auf Dorothea Frintrop-Bechthold.

## Geschichte

### Mittelalterliche Domschule
Die Geschichte des Theodorianum umfasst eine Zeitspanne von weit mehr als einem Jahrtausend. Das genaue Gründungsjahr ist nicht belegt. Die Schulgründung steht aber im unmittelbaren Zusammenhang mit der Errichtung des Paderborner Domes im Jahr 777, dem 780 ein als Missionszentrum dienendes Kloster („monasterium“) angegliedert wurde. Als Gründungsjahr wird landläufig das Jahr 799 genannt. Anlässlich des Besuches Papst Leos III. machte Karl der Große dem Kloster eine Schenkung, die wohl auch eine Domschule umfasste. Die Domschule war in der Nähe der Karlsburg zunächst unter Bischof Badurad nördlich, dann unter Bischof Meinwerk westlich des Kreuzgangs des Domes gelegen. Aus Meinwerks Zeit ist auch der erste Schulleiter bekannt: Altmann († 1091) wurde später Stiftspropst von Aachen und Bischof von Passau. Besondere Bedeutung erlangte der Magister und Schulleiter Reinher von Paderborn, der 1171 den Computus emendatus mit einer verbesserten Berechnung des Osterdatums veröffentlichte und darin erstmals in Westeuropa das Dezimalsystem und indisch-arabische Zahlendarstellungen verwendete. Er gilt als ein „Schrittmacher für die Kalenderreform und Meister der Modernen Rechenkunst“. Ein weiterer bedeutender Schulleiter war der Kreuzzugsfahrer und spätere Paderborner Bischof Thomas Oliver (13. Jahrhundert).

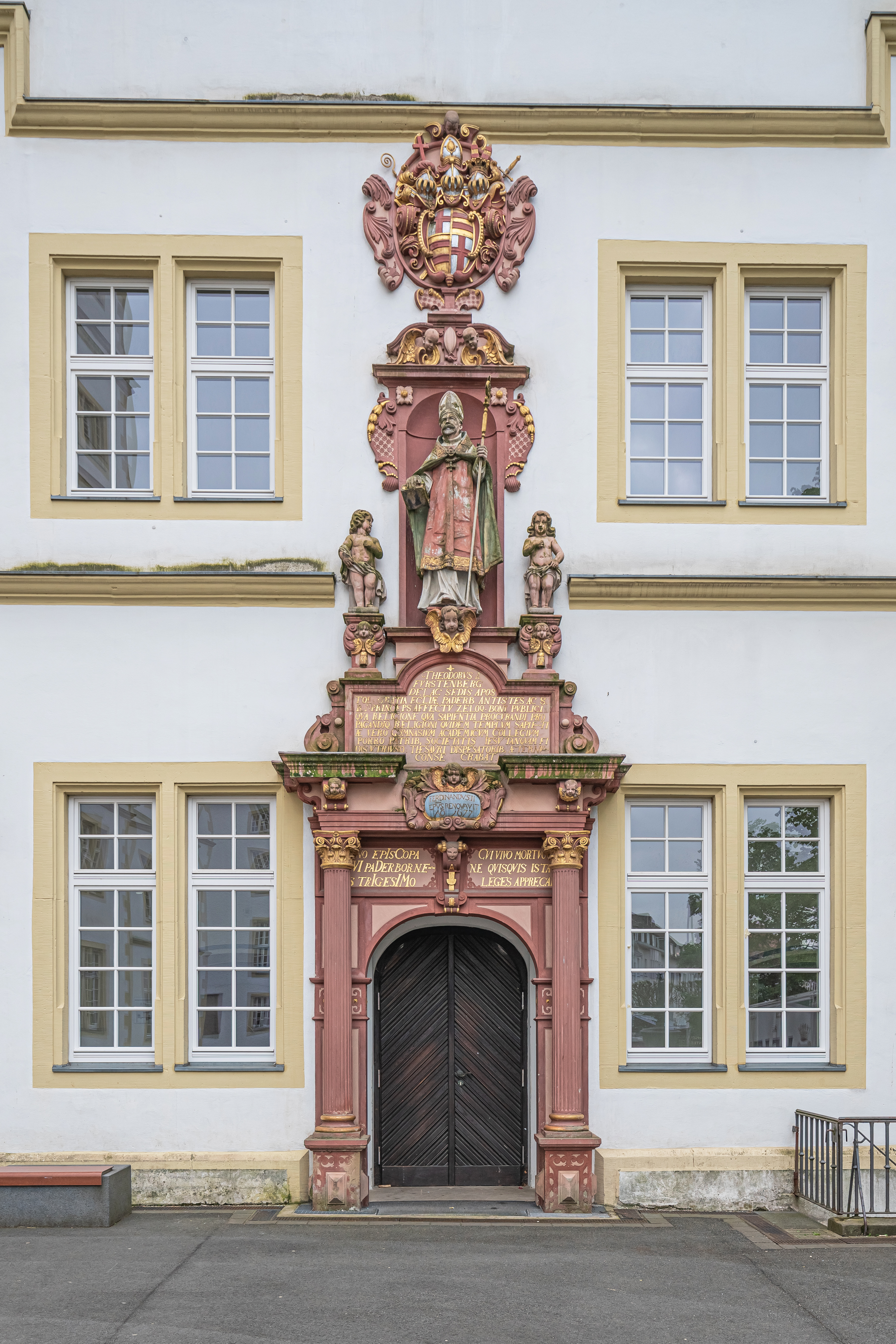
Portal

### Gymnasium Salentinianum und Akademisches Gymnasium in fürstbischöflicher Zeit
Nach einer Phase des Bedeutungsverlustes – die entstehenden Universitäten minderten den Einfluss der Domschulen – konnte sich die Schule in der Frühen Neuzeit erneuern. Noch heute bezieht sich die Schule in ihrer Tradition auf ein humanistisches Erbe. Im 16. Jahrhundert war es Fürstbischof Salentin, der neue Akzente setzte. Unter dem neuen Schulleiter Hermann Kerssenbroich wurde der Schulbetrieb gestrafft und modernisiert. Fortan nannte sich die Domschule Gymnasium Salentinianum. Mit dem Amtsverzicht Salentins 1577 wurde, wie mittlerweile die gesamte Paderborner Bürgerschaft, mit Heinrich von Sachsen-Lauenburg selbst der regierende Fürstbischof lutherisch. Auch Kerssenbroich machte einem protestantischen Nachfolger Platz: Hermann Cappius.
Seit 1580 wirkten im protestantischen Paderborn Jesuiten. Nach und nach beeinflussten sie mit ihrer katholischen Reformpädagogik das Gymnasium Salentinianum in ihrem konfessionellen Sinne. Der erste jesuitische Lehrer war Gottfried Broch, 1583 gefolgt von Arnold Lütting. Die noch zur weltlichen Tracht gezwungenen Jesuiten konnten schon römisch-katholische Lehrbücher einführen. Am 1. Mai 1585 übernahmen sie schlussendlich die Leitung vom Protestanten Cappius. Trotz großer Abneigung der antikatholischen Bürgerschaft erfuhr die nun gänzlich jesuitische Schule in den Folgejahren einen enormen Zulauf, wuchs nach zeitgenössischen Quellen in nur einem Jahr von 140 auf über 400 Schüler. Die Rekatholisierung der Schule bildete nur den Auftakt der „Gegenreformation“ in der Landeshauptstadt des Hochstiftes. Mit dem 1595 als Dietrich IV. gewählten Fürstbischof von Paderborn „Theodor“ von Fürstenberg sollte eine radikale Unterwerfung des Paderborner Protestantismus beginnen, die 1604 vollständig abgeschlossen war. Ab 1595 begann die Loslösung des Gymnasiums aus der räumlichen Nähe zum Dom. Auf dem Gelände des Minoritenklosters südlich des Kamps wurde ein neues Gebäude der Jesuiten errichtet, in das 1609 die meisten Klassen einzogen. Am Kreuzgang des Domes blieb eine Klasse bestehen, die bis 1804 als Domschule galt. Die katholische Mission der Jesuiten am Kamp beschrieb der Fürstbischof mit folgenden Aufgaben: „Wiederherstellung, Bewahrung, und Ausbreitung des katholischen Glaubens und den rechten Unterricht der Jugend, die treue Unterweisung des Volkes durch Predigten, Katechese und fromme Pflichten, die fromme Austeilung der Sakramente und die Heranbildung geeigneter und an der Seele unverdorbener Diener der Kirche“.
Am 31. Juli 1612 legte Fürstbischof Dietrich IV. den Grundstein für das noch bestehende Studiengebäude, den heutigen Klassenflügel mit der Querverbindung zum Turm. Dompropst Walther von Brabeck und der Domdechant Arnold von Horst stifteten die Treppenhäuser. 1614 bezog die nun „Akademisches Gymnasium“ oder „Theodorianisches Gymnasium“ genannte Schule endgültig ihr heutiges Gebäude. Über dem Haupteingang befindet sich noch immer ein Hinweis auf die jesuitische Vergangenheit des Gymnasiums: „COLLEGIVM SOCIETATIS IESV“. Im gleichen Gebäudekomplex wurde die erste westfälische Universität gegründet, die heutige Theologische Fakultät Paderborn.
Nach dem verheerenden Dreißigjährigen Krieg erfuhr mit dem kleinen Reichsterritorium Hochstift Paderborn auch sein Gymnasium eine barocke Blüte. Zeitweise gehörte das Gymnasium mit 800 bis 1000 Schülern zu den größten in Westfalen. Der Einzugsbereich beschränkte sich nicht auf das Hochstift Paderborn, sondern reichte vor allem auch in das Herzogtum Westfalen und das Oberstift Münster. Durch die vereinheitlichten Lehrpläne der Jesuiten gehörte das Gymnasium zu einem europaweit verbundenen katholischen Bildungsnetz. Ein Erfolg der Rekatholisierung war die Öffnung der Schule für die ärmeren und mittleren Gesellschaftsschichten, die etwa 70 Prozent der Schüler ausmachten.
Ein besonderer Förderer des Akademischen Gymnasiums war Fürstbischof Ferdinand. Er errichtete die barocke Universitätskirche, die noch heute für Schulgottesdienste genutzt wird. Im 18. Jahrhundert nahm die Bedeutung der Schule auf Grund der stiftsfernen Landesfürsten kontinuierlich ab. Bedeutendster Schüler war der Barockbaumeister Johann Conrad Schlaun.
Mit der Auflösung des Jesuitenordens 1773 durch Papst Clemens XIV. musste sich die Schule zwangsläufig auf sich selbst beziehen. Die Jesuiten blieben zwar in klosterähnlicher Gemeinschaft, der Nachwuchs konnte aber nicht mehr in hohem Maße aus anderen Territorien erfolgen. Ein weiterer Bedeutungsverlust folgte in einem auch in Paderborn zunehmend aufklärerisch gesinnten gesellschaftlichen Klima.

### Neuhumanismus in preußischer Zeit
Die Übernahme der Schule in die preußische Verwaltung nach der Besetzung des Landes 1802 hatte die Umwandlung zum neuhumanistischen Gymnasium zur Folge. Schüler protestantischen Glaubens konnten wieder aufgenommen werden, erstmals auch Juden. Das Gymnasium blieb auch im napoleonischen Königreich Westphalen bestehen, fiel aber durch Rückständigkeit, vor allem in neueren Sprachen, auf. Nach endgültiger Besitznahme des Fürstentums Paderborn durch Preußen wurde das Akademische Gymnasium dem Königlichen Konsistorium der neuen Provinz Westfalen, 1825 dem Provinzialschulkollegium in Münster, unterstellt. Durch Friedrich Kohlrausch (1780–1865) wurde die neu-humanistische Humboldtsche Bildungsreform auch am Paderborner Gymnasium umgesetzt. 1821 fand die erste Abiturprüfung der Schule statt. Erster „moderner“ Direktor war Heinrich Gundolf (1828). Bedeutendste Schüler dieser Jahre waren der Historiker Georg Joseph Bessen (1782–1838), der Dichter Friedrich Wilhelm Weber (1813–1894) und der Mathematiker Karl Weierstraß (1815–1897). 1838 waren Schüler des Gymnasiums maßgeblich an den Paderborner Tumulten anlässlich der Kölner Wirren beteiligt. Mit dem Amtsantritt des Direktors Johannes Ahlemeyer (1798–1863) 1846 wird die Schule „Gymnasium Theodorianum“ genannt.
Die Deutsche Revolution 1848/1849 blieb am Theodorianum weitestgehend unbeachtet. Als jedoch im Dezember 1848 der Oberlandesgerichtsreferendar und ehemalige Theodorianer Franz Anton Löher, der in seiner Westfälischen Zeitung zur Steuerverweigerung aufrief, verhaftet wurde, kam es kurzzeitig zu Unruhen.
Unter dem Schuldirektor Ahlemeyer kam es in den 1850er Jahren zu einem deutlichen Anstieg der Schülerzahlen. Besuchten 1835 noch 397 Schüler das Gymnasium, waren es 1854 bereits 563, 1855 wurde ein zwischenzeitlicher Höchststand von 573 Schülern erreicht. Das Theodorianum musste daher eine Teilung der Klassen vornehmen und die Gebäude erweitern. Aber schon im darauffolgenden Jahr sanken die Schülerzahlen wieder, bedingt durch den Bau des Gymnasium Petrinum in Brilon und die Anerkennung des Progymnasiums in Warburg.
Aufgrund eines Beschlusses des Kultusministeriums wurde das Gymnasium vom 1. Januar 1874 an als Staatsanstalt behandelt. Damit erfolgte die Loslösung des Theodorianums von der Kirche und Anton Joseph Schmidt, Schulleiter seit 1864, war damit der letzte geistliche Direktor. Erneut gab es während seiner Amtszeit das Problem der Raumnot und von verschiedenen Stellen wurde die Einrichtung einer Bürgerschule gefordert. Der Bürgermeister der Stadt beschied dies jedoch im Jahr 1882 abschlägig, „die Stadt sei nicht in der Lage, eine Bürgerschule zu errichten“. Paderborn konnte zu der Zeit aus den Steuereinnahmen den Unterhalt einer weiteren Schule nicht gewährleisten. Schmidt trat im Jahr 1884 in den Ruhestand ein, sein Nachfolger wurde der in Münster geborene Adolf Hechelmann. Unter Hechelmann konnte die Raumfrage schließlich geklärt werden: In den Jahren 1887 bis 1893 erfolgten Umbauten und Erweiterungen, die das Theodorianum in die bis zur Zerstörung 1945 bestehende Form brachten. Zugleich wurde aber 1888 auf Bestreben von Heinrich Reismann endlich auch eine Realschule gegründet, das heutige Reismann-Gymnasium Paderborn.

### Das Theodorianum im 20. Jahrhundert
Im frühen 20. Jahrhundert gab sich das Theodorianum als patriotische Anstalt im überwiegend protestantischen Preußen. Zu seinem 300. Geburtstag wurden 1912 auf den Konsolen der Ost- und Hoffassade durch die Stadt Paderborn Standbilder aufgestellt. Unter den Dargestellten befanden sich Karl der Große, Kaiser Wilhelm II. und vorherige deutsche Könige sowie Stifter und Bischöfe Paderborns.
1926 wurde vom späteren Dompropst Joseph Brockmann (Abitur 1911) und von Ludwig Ferrari (Abitur 1889) die „Vereinigung ehemaliger Theodorianer“ gegründet. Seit ihrer Gründung unterstützt die Vereinigung bedürftige Schülerinnen und Schüler finanziell. Außerdem hält sie durch Rundschreiben Kontakt zu den ehemaligen Schülerinnen und Schülern des Gymnasiums; nach 1945 (beginnend 1950) versendet diese jährlich den „Jahresbericht der Vereinigung“ an alle Mitglieder.
Bei Bombenangriffen auf Paderborn am 17. Januar 1945 und am 27. März 1945 wurden die Gebäude des Theodorianums weitestgehend zerstört. Vernichtet wurde auch die Schulbibliothek mit rund 14.000 Bänden. Nach dem Krieg begann der Wiederaufbau nach historischem Vorbild, das Richtfest konnte im Jahr 1954 begangen werden. 1962 feierte das Gymnasium sein 350-jähriges Jubiläum mit einem großen Fackelzug. Erst 1975 erhielt der Turm wieder seine Turmspitze.
Die Einführung des enttypisierten Gymnasiums im 20. Jahrhundert bestimmt den Stand der Schule in der Gegenwart. Die ursprüngliche Jungenschule wurde 1971 auch für Mädchen geöffnet. Bis in die 90er Jahre blieb noch eine reine Jungenklasse bestehen.

### Das Theodorianum im 21. Jahrhundert
Mit der Einführung eines allgemeinen Wertekonzepts, das von der gesamten Schulgemeinschaft erarbeitet wurde und ein soziales Miteinander durch Respekt, Solidarität und Verantwortung am Theodorianum gestalten soll, bewarb sich das Theodorianum im März 2020 um den Titel Schule ohne Rassismus – Schule mit Courage. Pate des Projekts ist der Fußball-Trainer Steffen Baumgart. Ziel des Projektes ist es, jeder Form von Diskriminierung, Mobbing und Gewalt mit Zivilcourage und sozialem Engagement entgegenzutreten. Am 7. Oktober 2020 wurde dem Theodorianum der Titel „Schule ohne Rassismus – Schule mit Courage“ verliehen.

## Leitziele
In einem gemeinsamen Findungs- und Abstimmungsprozess von Lehrern, Schülern und Eltern sind Leitziele entwickelt worden, die die Basis des Schulprogramms darstellen sollen. Die Leitziele des Schulprogramms des Theodorianum lauten:
1. Das Theodorianum leitet seinen Erziehungsauftrag aus einem humanistisch-christlichen Weltbild ab.
2. Wir legen die Basis mit Latein als Anfangssprache für ein breitgefächertes Sprachenangebot und fördern gezielt interkulturelles Lernen.
3. Wir setzen einen Schwerpunkt im mathematisch-naturwissenschaftlichen Bereich.
4. Wir fördern unterschiedliche Begabungen und motivieren durch Engagement zu besonderer Leistungsbereitschaft.
5. Wir setzen uns ein für ein vertrauensvolles und respektvolles Miteinander aller am Schulleben Beteiligten.
6. Wir legen Wert auf ein vielfältiges kulturelles Angebot.
7. Wir öffnen unsere Schule durch Kontakte zur Arbeitswelt und Wirtschaft.
8. Wir fördern die Medienbildung der Lehrer und Schüler unter Einbeziehung moderner Informations- und Kommunikationstechnologien.
9. Wir stellen in den Mittelpunkt unserer Arbeit den Erwerb und die Vermittlung von fachlicher, methodischer und sozialer Kompetenz und fördern Kreativität.
10. Wir legen Wert darauf, die Entwicklung unserer Schüler auch unter persönlichkeitsstärkenden und gesundheitsfördernden Gesichtspunkten zu begleiten und das Umweltbewusstsein zu stärken.

Seit 2019 gibt es neben diesen Leitzielen ein von der Schulgemeinschaft entwickeltes Wertekonzept.

## Sprachenfolge
Am Theodorianum ist Latein ab Klasse 5 Pflicht. Parallel zu diesem vierstündigen Lateinunterricht wird Englisch dreistündig unterrichtet. Im Differenzierungsbereich der Jahrgangsstufe 8 kann neben einem naturwissenschaftlich-mathematischen Kurs und Französisch auch das Fach Altgriechisch gewählt werden. Beide klassischen Sprachen werden auch in der Oberstufe in Grund- und Leistungskursen unterrichtet.
Ab der Jahrgangsstufe EF/10 kann eine weitere neu einsetzende Fremdsprache als Grundkurs belegt werden. Das Theodorianum bietet zurzeit Spanisch als eine solche an, in Kooperation mit den Nachbargymnasien Pelizaeus und Reismann kann auch Russisch ab der EF belegt werden.

## Benefizabend
Ein eigenes Schülerkomitee des Theodorianum veranstaltet jährlich im Februar bzw. März ein Benefizkonzert. Der Erlös kommt der Partnerschule Frei Alberto in São Luís zugute. Die Beiträge zum Benefizabend sind vielfältig und umfassen u. a. sportliche (tänzerische), musikalische und literarische Darbietungen. Unterstützt werden die Talente durch ein aufwendiges technisches Konzept, welches ein besonderes Privileg des Benefizabends ist. Der Benefizabend fand erstmals im Jahre 2006 statt, seit 2015 gibt es aufgrund der hohen Besucherzahlen zwei Veranstaltungen an aufeinanderfolgenden Abenden.

## Schulpartnerschaften
Das Gymnasium Theodorianum unterhält bzw. unterhielt mit folgenden Schulen eine Schulpartnerschaft, die sich in regelmäßigen Schüleraustauschen oder Projekten manifestiert:
- Norbertuscollege Roosendaal (NL)
- Mildenhall College Academy (GB): inhaltliche Auseinandersetzung mit dem Weihnachtsfrieden im Ersten Weltkrieg, Errichtung eines Denkmals im Friedensdorf Mesen in Belgien
- Liboriusschule Paderborn (Förderschule für körperlich behinderte Kinder und Jugendliche)

## Bekannte „Theodorianer“ (Auswahl)
Nachfolgende Personen waren Schüler der Domschule bzw. des Gymnasiums:

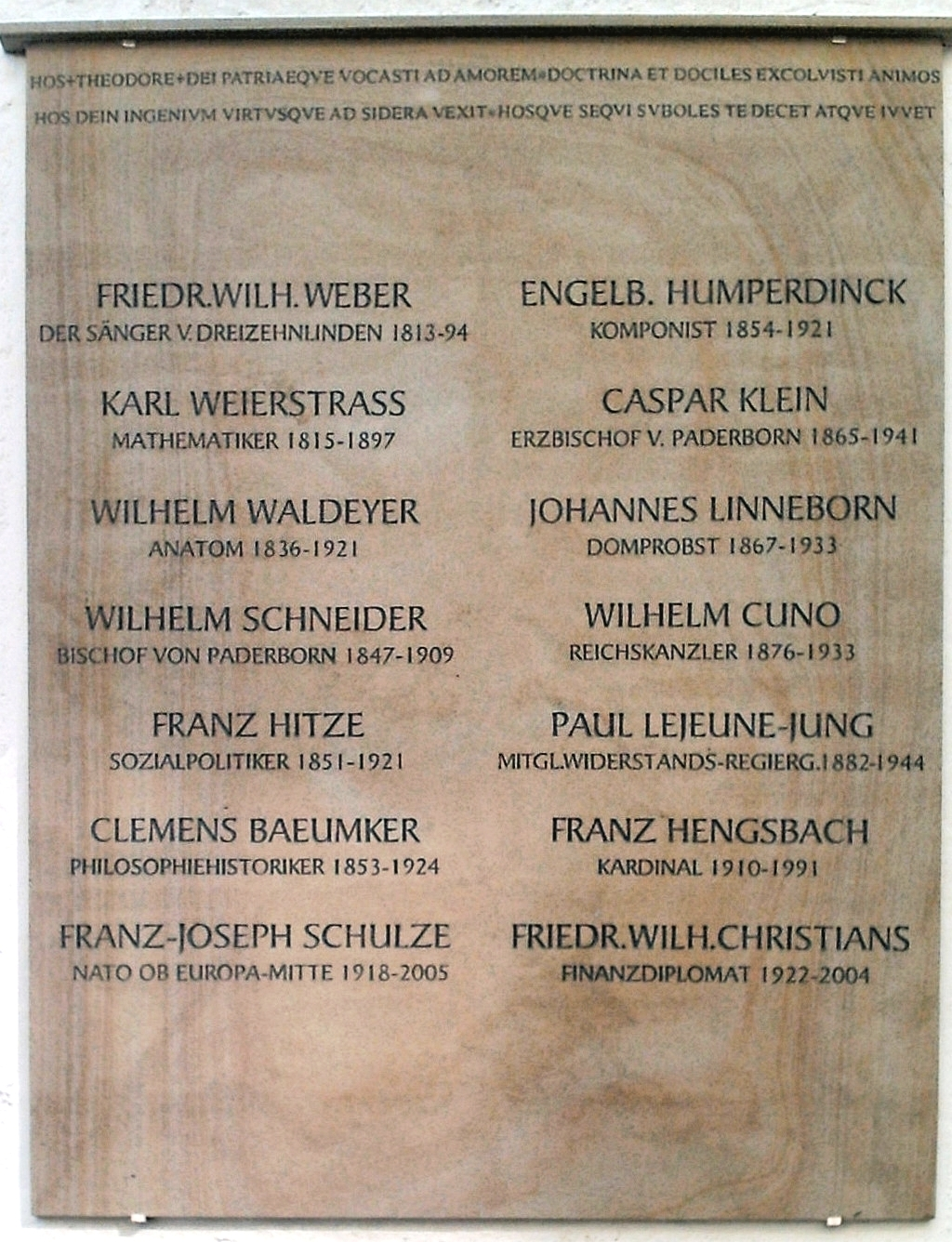
Die im Jahre 2009 erneuerte Ehrentafel am Gymnasium Theodorianum, Paderborn

- Anno von Köln († 1075), Erzbischof von Köln und Reichsverweser
- Friedrich I. († 1084), Bischof von Münster
- Altmann von Passau († 1105), Bischof von Passau
- Hl. Vizelin (um 1090–1154), Bischof von Oldenburg in Holstein
- Johannes Schele (auch: Scheele) (um 1385–1439) Bischof von Lübeck
- Stephan Overgaer (um 1627–1713), Abt des Klosters Hardehausen
- Johann Conrad Schlaun (1695–1773), Barock-Architekt und Militär
- Franz Christoph Nagel (1699–1764), Baumeister des Barock
- Wilhelm Anton Ficker (1768–1824), Mediziner in Paderborn und Driburg
- Karl Ferdinand Becker (Sprachforscher) (1775–1849), Arzt, Naturforscher, Pädagoge, Sprachforscher
- Johann Püllenberg (1790–1856), Philosoph und katholischer Theologe
- Johannes Baptist Müller (1806–1894), Pharmakologe
- Johann Martin Hutterus (1810–1865), Schriftsteller
- Friedrich Wilhelm Weber (1813–1894), der Dichter von „Dreizehnlinden“
- Karl Weierstraß (1815–1897), Mathematiker
- Wilhelm Wilmers (1817–1899), Jesuit
- Wilhelm Engelbert Giefers (1817–1880), Gymnasialprofessor, Historiker
- Joseph Bender (1815–1893), Professor für Geschichte, davor Schüler und Lehrer am Theodorianum
- Franz von Löher (1818–1892), Historiker[18]
- August Potthast (1824–1898), Historiker, Archivar und Bibliothekar des Reichstages
- Heinrich Wilhelm Waldeyer (1836–1921), Anatom
- Karl Goecke (1844–1906), deutscher Reichsgerichtsrat
- Franziskus Strunk (1844–1922), Abt der Abtei Oelenberg
- Wilhelm Schneider (1847–1909), Bischof von Paderborn
- Franz Hitze (1851–1921), Sozialpolitiker
- Ferdinand Krismann (1852–1933), Mediziner
- Clemens Baeumker (1853–1924), Philosophiehistoriker
- Engelbert Humperdinck (1854–1921), Komponist
- Hermann-Joseph Wurm (1862–1941), Theologe und Journalist
- Caspar Klein (1865–1941), Erzbischof von Paderborn
- Eduard Arens (1866–1935), Literaturhistoriker
- Johannes Linneborn (1867–1933), Dompropst
- Hermann Müller (1868–1932), Theologe und Kirchenmusiker
- Friedrich Hüttemann (1875–1945), Autor des Sursum Corda
- Wilhelm Cuno (1876–1933), Reichskanzler
- Alois Johannes Fuchs (1877–1971), Theologe und Kunsthistoriker
- Hermann Eich (1879–1963), Landrat
- Josef Lappe (1879–1944), Pädagoge, Kommunalpolitiker, Heimatforscher
- Paul Lejeune-Jung (1882–1944), Widerstandskämpfer
- Heinrich Vockel (1892–1968), Wirtschaftspolitiker (Zentrum, CDU), erster Berlin-Beauftragter der Bundesrepublik Deutschland
- Ernst Broermann (1894–1970), Psychologe
- Klemens Honselmann (1900–1991), Bibliothekar und Kirchenhistoriker
- Hans Humpert (1901–1943), Komponist
- Anton Johannes Waldeyer (1901–1970), Anatom
- Franz Hengsbach (1910–1991), Kardinal und Bischof von Essen
- Stephan Selhorst (1913–1976), Professor für Kunstwissenschaft und Designtheorie an der Fachhochschule Münster
- Georg Wagner (1915–1991), Domvikar, Dr. phil., Dr. theol., Professor für religiöse Volkskunde an der Theologischen Akademie Paderborn
- Franz-Joseph Schulze (1918–2005), General, NATO-Oberbefehlshaber Zentraleuropa (CINCENT)
- Friedrich Wilhelm Christians (1922–2004), Vorstandssprecher der Deutschen Bank
- Helmut Lahrkamp (1922–2007), Historiker und Archivar
- Josef Rikus (1923–1989), Bildhauer in Paderborn
- Franz Pauli (1927–1970), Glasmaler, Biologielehrer
- Franz Drewes (1929–2017), deutscher Verwaltungsjurist
- Karl Hengst (1939–2021), Priester, Theologe, Professor für Kirchen- und Bistumsgeschichte an der Theologischen Fakultät Paderborn
- Werner Franke (1940–2022), Molekularbiologe
- Franz-Josef Jakobi (* 1940), deutscher Historiker und Archivar
- Fritz-Wilhelm Pahl (1941–2025), deutscher Unternehmer, von 1994 bis 2002 Präsident der Industrie- und Handelskammer Ostwestfalen
- Michael Wurm (1945–2016), Richter am Bundesgerichtshof
- Elmar Brok (* 1946), Politiker, MdEP
- Engelbert Westkämper (* 1946), Professor für Produktionstechnik und Fabrikbetrieb
- Johann-Adolf Cohausz (* 1947), Diplomat, Regierungssprecher und Staatssekretär
- Franz-Josef Bode (* 1951), Bischof von Osnabrück
- Wolfgang Kuhoff (* 1951), Althistoriker
- Michael Hartmann (* 1952), Soziologe
- Antonius Kass (* 1963), Sportmediziner und Teamarzt des Deutschen Olympischen Sportbundes
- Burkhard Blienert (* 1966), Politiker (SPD), MdB
- Claudia Buch (* 1966), Wirtschaftswissenschaftlerin
- Markus Rieß (* 1966), Vorstandsvorsitzender der Allianz Deutschland und der Ergo Group
- Bernd Hüttemann (* 1970), Vizepräsident der Europäischen Bewegung International
- Ulrich Berger (* 1970), Politiker (CDU), Bürgermeister der Stadt Salzkotten
- Claus Reinsberger (* 1974), Sportmediziner, Hochschullehrer und Basketballtrainer
- Daniel Sieveke (* 1976), Politiker (CDU), MdL

## Bekannte Lehrer
- Nicolaus Schaten
- Johann Püllenberg 1817–1854
- Franz Josef Brand 1835–1846
- Wilhelm Engelbert Giefers 1851–1880
- Bernhard Joseph Féaux 1856–1866
- Friedrich Wilhelm Grimme 1856–1872
- Anton Wirmer vor 1906
- Hans von Geisau als Lehramtsanwärter 1912/1913
- Stephan Heibges Schulleiter von 1924 bis 1938
- Friedrich Gerhard Hohmann 1956 bis 1992
- Hans Jürgen Pitschke 1980 bis 2022[19]
- Regina Schlünz 1993 bis 2022[19]

## Schulgottesdienst

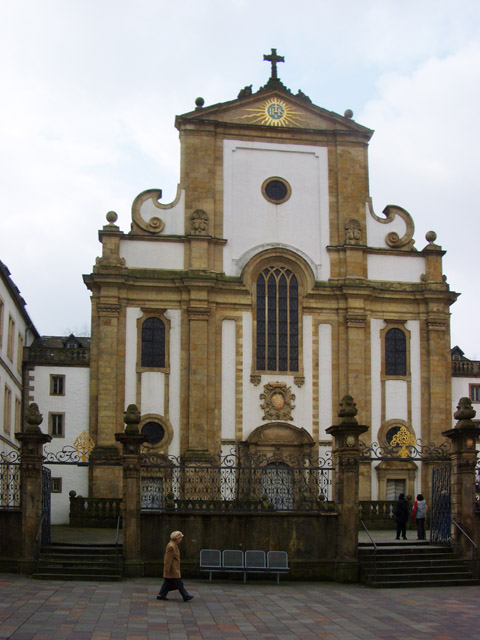
Marktkirche

Die Marktkirche, in der regelmäßig die katholischen Schulgottesdienste für die 5. und 6. Klasse stattfinden, liegt direkt am Theodorianum. Über viele Jahre hinweg hat der Förderverein Barockaltar der Marktkirche e. V., dem auch viele ehemalige Theodorianer angehören, für die Rekonstruktion des Barockaltars in der Marktkirche gesammelt, die inzwischen abgeschlossen ist.